# Forcipomyia aenigma
Forcipomyia aenigma är en tvåvingeart som beskrevs av Meillon och Downes 1986. Forcipomyia aenigma ingår i släktet Forcipomyia och familjen svidknott. Inga underarter finns listade i Catalogue of Life.